# Кингс Маунтин (Северна Каролина)
Кингс Маунтин (енгл. Kings Mountain) град је у америчкој савезној држави Северна Каролина.

## Демографија
По попису из 2010. године број становника је 10.296, што је 603 (6,2%) становника више него 2000. године.
| Група             | 2000.         | 2010.         |
| Белци             | 7.190 (74,2%) | 7.378 (71,7%) |
| Афроамериканци    | 2.089 (21,6%) | 2.315 (22,5%) |
| Азијати           | 175 (1,8%)    | 161 (1,6%)    |
| Хиспаноамериканци | 139 (1,4%)    | 268 (2,6%)    |
| Укупно            | 9.693         | 10.296        |